# Anastácio
Anastácio es un municipio brasileño ubicado en el estado de Mato Grosso do Sul.

## Geografía
El municipio está ubicado en el centro del estado, a una altitud de 160 m s. n. m. La población es de 23.012 habitantes, según los datos del IBGE, y la superficie es de 2.949 km², limita con los municipios de: Aquidauana, Bonito, Dois Irmãos do Buriti, Miranda, Maracaju y Nioaque.
Su clima es subtropical, con crecientes entre los meses de octubre a abril, cuando la temperatura sobrepasa los 40 °C, en el resto del año la región sufre las sequías, en las épocas de las heladas, donde la temperatura promedio es de 15 °C, la temperatura promedio anual es de 27 °C.

### Historia
Anastácio fue fundado el 8 de mayo de 1965, formaba parte de Aquidauana.